# Christus-König-Statue (Cali)

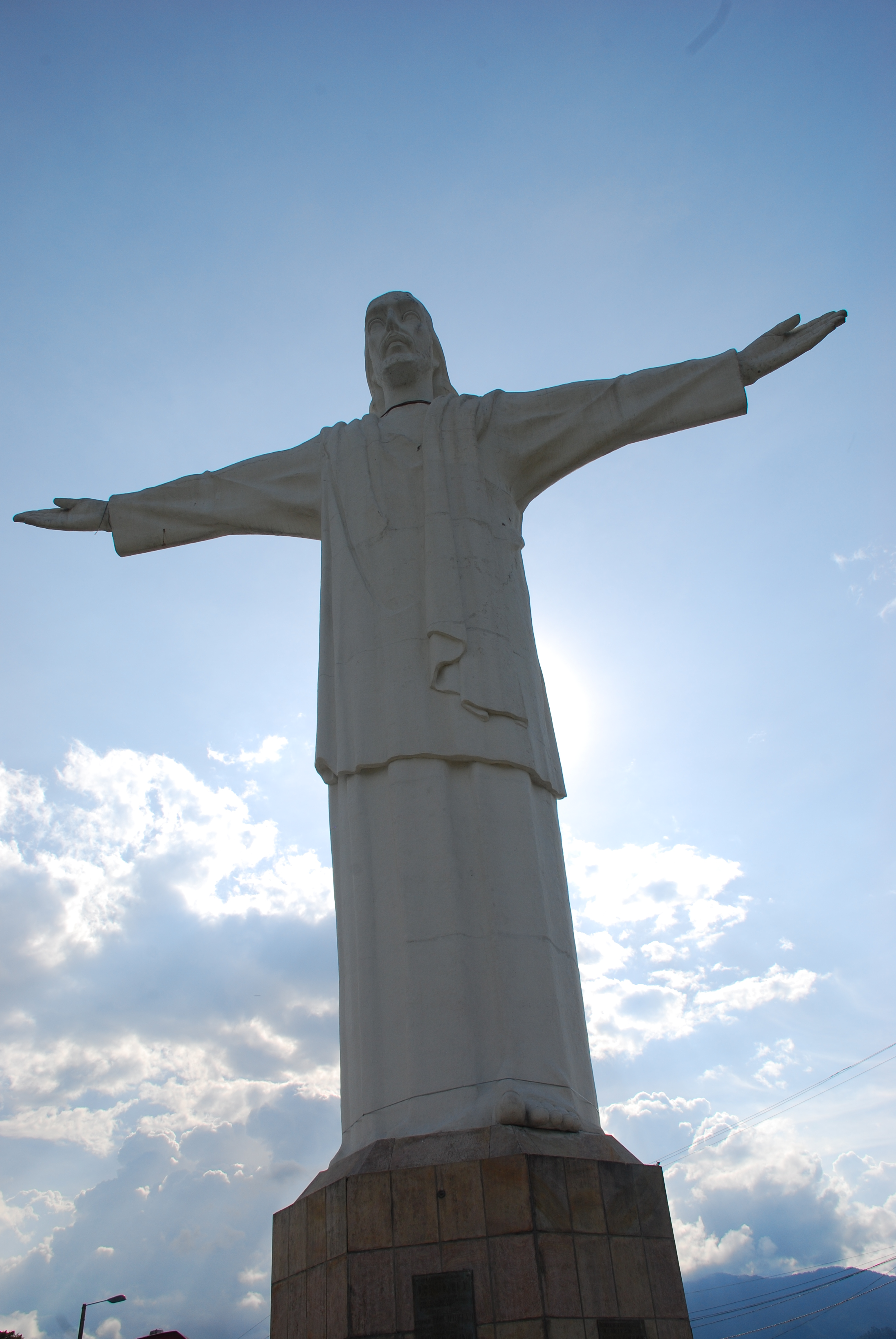
Der Christus König in Cali

Der Christus König in Cali (spanisch: Cristo Rey en Cali) ist eine 26 Meter hohe Christus-Statue auf dem „Kristallhügel“ (Cerro los Cristales) westlich der Stadt Santiago de Cali in Kolumbien. Namengebend für den Hügel ist die große Anzahl von Quarzkristallen, die in der Umgebung gesammelt wurden. Die Statue aus Stahlbeton steht auf einem fünf Meter hohen Sockel auf 1440 m ü. M. Sie wiegt 464 Tonnen. Sie wurde am 25. Oktober 1953 anlässlich der 50-Jahre-Gedenkfeier zum Ende des Guerra de los Mil Días („Krieg der 1.000 Tage“) eingeweiht.

## Baugeschichte
Der Jesuitenpater José María Arteaga hatte den Künstler Gerardo Palmirano Navia Carvajal mit dem Bau der Statue beauftragt. Nachdem dieser ein Modell erstellt hatte, gab er das Projekt auf. Pater Arteaga kontaktierte mit dem Modell den italienischen Bildhauer Alideo Tazzioli Fontanini aus Pietrasanta, der den Auftrag unter der Bedingung annahm, ein neues Modell erstellen zu dürfen. Fontanini verlegte sein Kunstatelier in die Nähe von San Antonio. Als das neue Modell fertig war, führte sein Bruder Adelindo die statischen Berechnungen durch. Die Arbeit auf dem Hügel begann mit der Plattform aus Zement. Darauf wurde ein riesiges Holzgerüst errichtet. Alideo besuchte die Baustelle täglich, um die Arbeit zu überwachen und die Arbeiter zur Eile anzutreiben. Nach knapp vier Jahren Arbeit war das Werk vollendet. Im Newsletter der Jesuiten stand unter anderem zu lesen, dass sich die Gesamtkosten auf 170.000 Pesos beliefen. An der Einweihungsfeier nahmen rund 30.000 Personen teil.

## Gómez’ religiöse Bildhauerei und der Tourismus

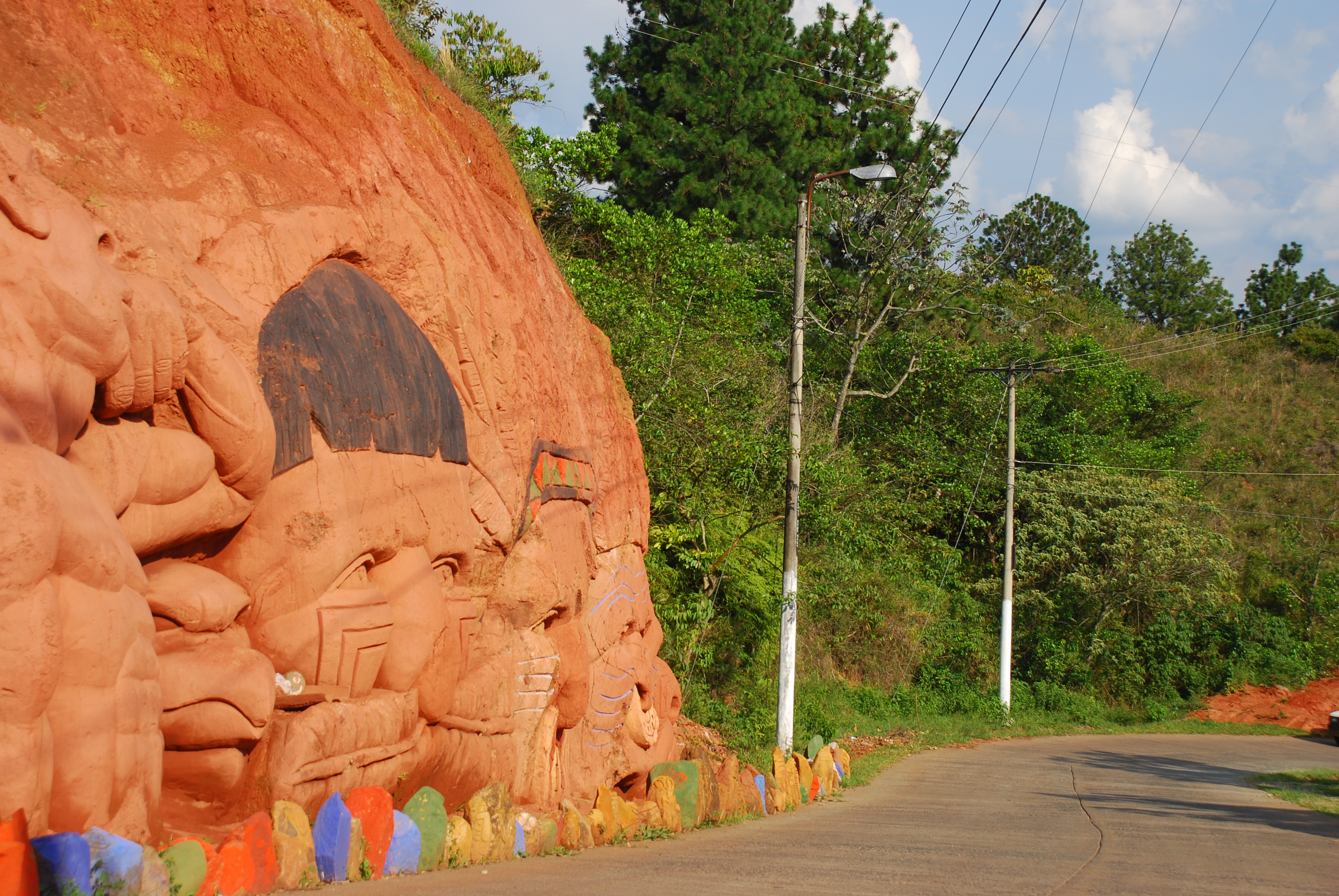
Werke von Carlos Andrés Gómez, dem Künstler der „Schluchten“, auf dem Weg zum König Christus

Auf dem Weg zum Hügel mit der Christus-Statue kann man sich mit den Reliefen des Künstlers Carlos Andrés Gómez beschäftigen. Gómez hat in zweijähriger Arbeit Figuren gestaltet, die über 34 „Schluchten“ verteilt sind und sich über fünf Kilometer erstrecken. In der ersten Schlucht ist „die Existenz“ zu sehen, eine Hommage an das Leben. In der zweiten sieht man einen Mann, der über die Pacha Mama (Mutter Natur) wehklagt: ein Protest gegen die Umweltzerstörung. In der dritten ist das Leben in der Zeit nach Golgatha dargestellt, wo man die Gläubigen pilgernd begleiten kann bis zu Ostern. In der vierten Schlucht ist der „Garten Eden“ dargestellt.
Die Figuren sind aus Beton und Lehm geformt, 50 Zentimeter bis zu fünf Metern hoch. Nach dem kontemplativen Gang ist der weitere Weg zum Christus vollständig asphaltiert und in gutem Zustand.
Der Zutritt zum Monument ist gratis. Von acht Uhr morgens bis elf Uhr abends wird die Anlage von der Polizei überwacht. Ein Restaurant und Parkplätze sind vorhanden. Zurzeit wird die Anlage jährlich von rund 300.000 Touristen besucht. Die Statue gilt als eines der Wunder des modernen Kolumbien.